# 佩特尼察 (沙夫尼克市镇)
42°58′47″N 19°4′43″E / 42.97972°N 19.07861°E
佩特尼察是蒙特內哥羅西北部沙夫尼克市鎮的一个村庄，2003年人口36。

## 名人
- 拉多万·卡拉季奇，塞族共和国第一任总统
- 约克西姆·卡拉季奇，塞尔维亚语言学家武克·卡拉季奇的祖父